# Lynchage de Ell Persons
Ell Persons est un homme afro-américain, lynché le 22 mai 1917 à Memphis, (États-Unis), après avoir été accusé d'avoir violé et décapité une jeune fille blanche, Antoinette Rappel. 
Alors qu'il a été arrêté et est en attente de son procès, il est capturé, brûlé vif, et ses restes sont dispersés dans la ville. Une foule nombreuse assiste à ce lynchage, dans une ambiance de carnaval. Personne n'est condamné pour ce lynchage, décrit comme l'un des plus cruels de l'histoire américaine. 

## Mort de Rappel et arrestation de Persons
Décrite comme "[i]nnocente, pure, belle, tour à tour enjouée et pensive" qui "doit rappeler à de nombreux lecteurs leurs propres filles, nièces ou cousines", Rappel était une écolière habitant Memphis. Le matin du 30 avril 1917, elle part à l'école et disparaît. Peu après, son corps est retrouvé dans les bois près de Macon Road, à un demi-mile de chez la maison d'Ell Persons, un bûcheron âgé de 50 ans. 
Il apparaît qu'Antoinette Rappel a été violée, puis décapitée à la hache. Sur les lieux sont retrouvés un manteau blanc, un mouchoir blanc, et des marques de hache dans le sol. Après l'arrestation de plusieurs hommes noirs, la police arrête Persons. Il est soumis à un traitement brutal pendant 24 heures, après quoi la police annonce qu'il a avoué le meurtre. 
Désireux de prouver le culpabilité de Persons, le shériff du Comté de Shelby Mike Tate, ordonne l'exhumation du corps de la jeune fille afin de pouvoir étudier ses pupilles : il croit alors à la théorie développée par Alphonse Bertillon, un scientifique français de l'époque, selon laquelle une photographie des pupilles pourrait faire apparaître la dernière image vue par la personne avant sa mort. En dépit des doutes exprimés par les spécialistes de la vue, les autorités déclarent avoir vu Ell Persons dans les pupilles de Rappel, dans une "expression figée d'horreur". Ell Persons est alors conduit à la prison d'État du Tennessee à Nashville pour attendre son procès.

## Capture
Quelques semaines plus tard, le 19 mai, Mike Tate annonce l'ouverture du procès d'Ell Persons le 25 mai. Le 21, ce dernier se trouve dans un train vers Memphis quand il est capturé par une lynch party, un événement organisé et connu des autorités.
Le groupe avait auparavant envahi le siège de la police de Memphis. N'y trouvant pas Persons, il s'était mis à vérifier les trains  en partance pour Memphis. La presse rapporte que ce mouvement de foule apparaît organisé. David J. Mays, futur avocat et vainqueur du Prix Pulitzer, apparaît notamment impliqué. 
Le 17 mai, les juges de la cour pénale, inquiets, avaient demandé en vain au gouverneur de l’État, Thomas Clarke Rye, une protection spéciale pour Persons jusqu'au procès. Malgré les informations concordantes sur la volonté de certains d'organiser un lynchage, il semble que les autorités n'aient rien fait pour l'éviter

## Lynchage
Le quotidien de Memphis, The Commercial Appeal, titre le 22 mai :

« Mob captures slayer of the Rappel girl Ell Persons to be lynched near scene of murder. May resort to burning.

La foule capture le tueur de la fille Rappel, Ell Persons pour son lynchage près du lieu du meurtre. Il pourrait y avoir recours au feu. »

Le lynchage a lieu entre 9h et 9h30, près du pont sur la Wolf. 
Un journal rapporte que pour la première fois, un lynchage est réalisé en plein jour et sans masque.
L'ambiance à Macon Road est décrite comme festive. Dans la matinée, des centaines d'hommes, de femmes et d'enfants sont réunis. Plusieurs milliers de personnes assistent à la scène, des camions viennent vendre des boissons, des sandwichs, des chewing gums.
La mère d'Antoinette Rappel fait d'abord un discours pour remercier ceux qui ont permis le lynchage du "Nègre", appelant à ce qu'il "souffre comme sa fille, seulement dix fois pire". Persons est ensuite enchaîné, arrosé d'une grande quantité d'essence et brûlé vif.
Le corps de Persons est ensuite décapité et démembré. Ses cendres sont dispersées sur Beale Street, où vit la communauté afro-américaine de Memphis, et sa tête est jetée d'une voiture sur un groupe d'afro-américains. Ses restes sont récupérés comme souvenirs, et les photos de sa tête sont vendus en cartes postales pendant des mois après l'événement.
The Commercial Appeal titre le lendemain : « des milliers de gens ont applaudi quand le nègre a brûlé : Ell Persons a payé de sa vie pour le meurtre de la jeune fille ». Plus tard, le même journal décrit le lynchage comme « ordonné. Il n'y a pas eu d'ivresse, pas de tir et pas de pleurs. ».

## Conséquences

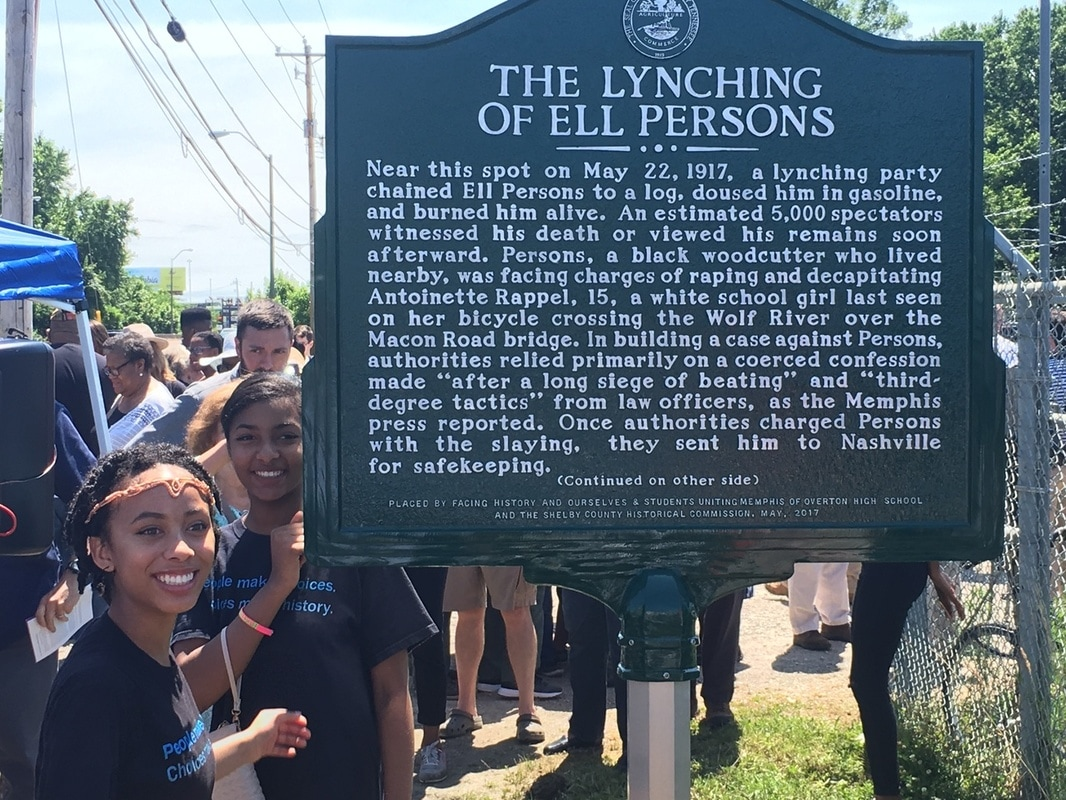
Plaque commémorative à Memphis

William Fineshriber, rabbin du Temple d'Israël à proximité, réagit au lynchage. Il appelle à une protestation par la congrégation, et écrit une déclaration en ce sens, signée par des ecclésiastiques locaux et publiée dans les journaux locaux le 25 mai. 
Charles W. Cansler, représentant local des Afro-américains, écrit en février 1918 une lettre à Rye, dans lequel il condamne le lynchage, comme d'autres auparavant, qui rappellent les pendaisons publiques du début du XVIIIe siècle.
Une enquête est lancée, promise comme « équitable et impartiale », mais personne n'est inquiété. James Weldon Johnson, secrétaire de la National Association for the Advancement of Colored People, enquête sur le cas peu de temps, et conclut qu'il y n'a aucune preuve de la culpabilité de Persons. 
Benjamin Brawley écrit dans A Social History of the American Negro (1921) que « le fait que l'homme ait été privé d'un procès légal laisse planer de sérieux doutes quant à la véracité de son crime ».
En juin 1917, une branche de la NAACP est créée à Memphis, l'une des premières dans le sud du pays. Darius Young écrira que ce lynchage et l'arrivée de la NAACP  conduit à d'importants changements de la structure politique et sociale de la région, notamment un investissement croissant des Afro-américains dans les organisations civiques.
À l'époque, les violences à caractère raciste à l'encontre des Afro-américains étaient habituelles à Memphis, mais sans aller jusqu'au lynchage. Cet événement est le dernier d'une série commencée avec les émeutes de Memphis en 1886. Il n'y aura plus de lynchage connu ensuite.
En 2017, lors du centenaire de l'événement, des plaques commémoratives sont installées sur le site même et à l'intersection de Summer Avenue et Bartlett Road